# Eastern Kentucky University
Eastern Kentucky University är ett universitet i delstaten Kentucky i USA. Universitetet grundades 1906. Undervisning bedrivs vid sex olika campus som ligger i Corbin, Danville, Manchester, Fort Knox, Somerset och vid Univ Center of Mountains. Det sistnämnda är ett samarbete mellan flera olika universitet.